# Mädelhofen
Mädelhofen ist ein Gemeindeteil der Gemeinde Waldbüttelbrunn im unterfränkischen Landkreis Würzburg in Bayern.

## Wirtschaft und Lage
Das Kirchdorf Mädelhofen ist umgeben von viel Acker- und Waldfläche und einem weiten Netz an Wander- und Fahrradwegen und war bis in die 1960er Jahre ein traditioneller Landwirtschaftsort. Aufgrund der durch den Ort führenden Bundesstraße 8 und der Autobahnauffahrt Helmstadt der Bundesautobahn 3 verfügt Mädelhofen über eine gute Verkehrsanbindung nach Würzburg und Marktheidenfeld. Mädelhofen liegt am Aalbach.
| Uettingen 3 km   | Greußenheim 4 km, Roßbrunn 1,5 km           | Hettstadt 3 km                        |
| Holzkirchen 5 km | Kompassrose, die auf Nachbargemeinden zeigt | Würzburg, 11 km, Waldbüttelbrunn 4 km |
| Helmstadt 4 km   | Altertheim 5 km                             | Eisingen 4 km, Waldbrunn 3 km         |

## Geschichte
Mädelhofen entstand wohl aus einem Rastplatz für Wanderer und Pilger auf dem Weg in das nahegelegene Kloster Unterzell. Die Nonnen ließen die hier bestehende Waldfläche roden und errichtete einige Hofgüter. Der Name Mädelhofen hat seinen Ursprung in Mettenhofen, wobei die Mette ein Synonym für Gottesdienst darstellt. Die ältere Literatur geht dagegen davon aus, dass sich der Name vom „Hof in der Mitte“ zwischen den Dörfern Waldbrunn und Roßbrunn herleitet.
Am 1. Mai 1978 wurde die Gemeinde Roßbrunn, zu der Mädelhofen gehörte, im Zuge der Gebietsreform nach Waldbüttelbrunn eingemeindet. Die Dorferneuerung Roßbrunn-Mädelhofen wurde am 19. September 1988 vom Gemeinderat der Gemeinde Waldbüttelbrunn beschlossen.

## Jagdschloss Mädelhofen

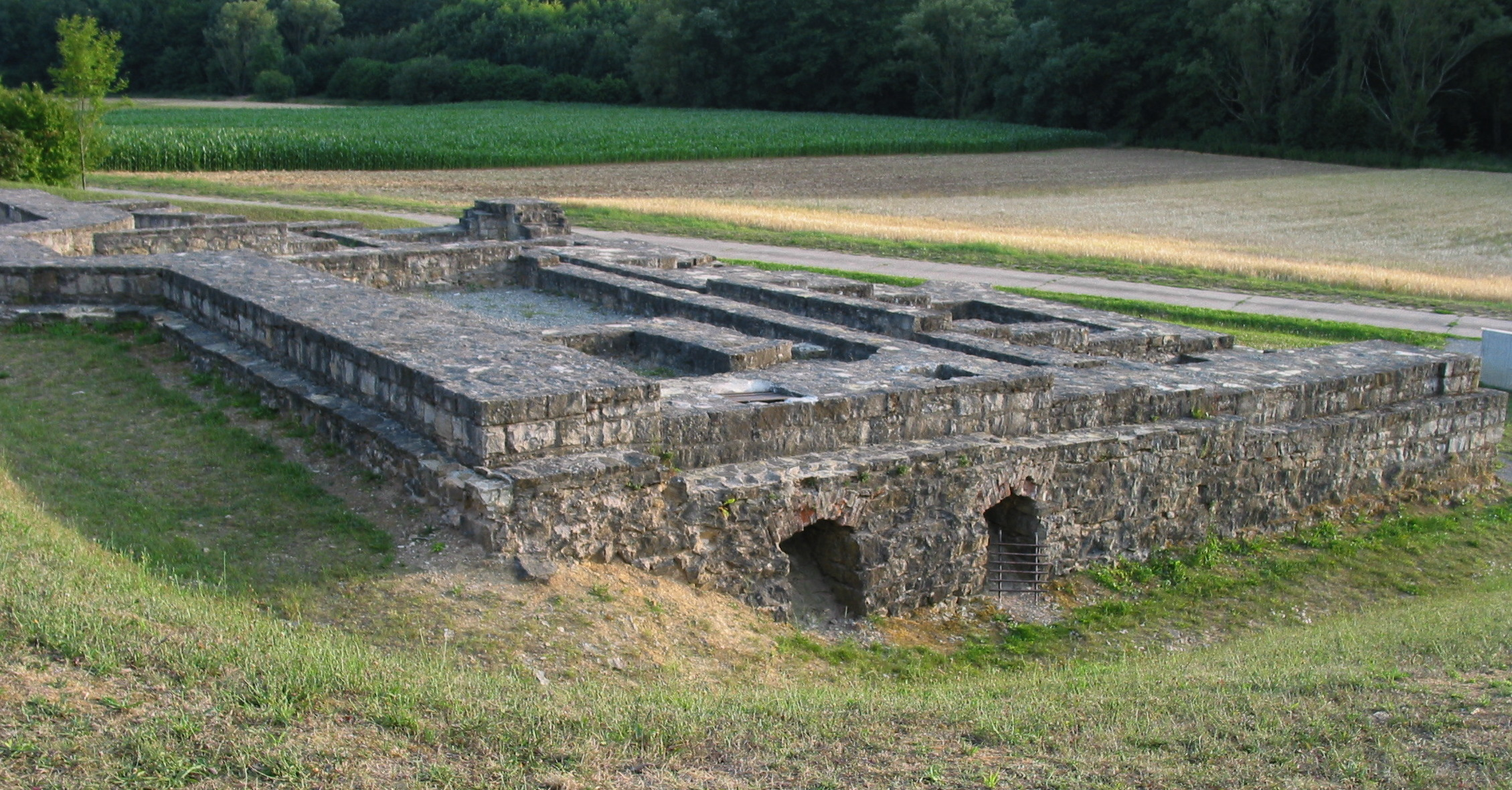
Grundmauern des Jagdschlosses Mädelhofen

Südöstlich des Ortes nahe der heutigen Autobahnauffahrt befinden sich auf Waldbrunner Gemarkung die Fundamentreste des Jagdschlosses Mädelhofen , das 1724 von Balthasar Neumann für den Würzburger Fürstbischof Johann Philipp Franz von Schönborn errichtet werden sollte. Es sollte ein zweigeschossiger Bau mit Mansardwalmdach und ovalem Mittelrisalit werden. Am 18. August 1724 wurden nach dem Tod des Bauherrn Schönborn die Bauarbeiten eingestellt. Die bis dahin fertiggestellten Grundmauern wurden freigelegt, nachdem sie am 13. Juni 1990 zufällig während eines Routinefluges der Autobahnpolizei entdeckt worden waren (Luftbildarchäologie). Bauern hatten zuvor immer wieder von Steinfunden berichtet. In den Folgejahren ging der Grund in staatlichen Besitz über. Die Grundmauern wurden restauriert und stehen unter Denkmalschutz.

## Verkehr
Mädelhofen liegt an der Bundesstraße 8 zwischen Waldbüttelbrunn und Uettingen. Nächste Autobahnanschlussstelle ist Helmstadt (67) an der A 3.
Der Ort ist mit den Buslinien 633 und 977 Richtung Würzburg und Marktheidenfeld bzw. Wüstenzell an das ÖPNV-Netz angebunden.

## Vereine und Veranstaltungen
- Freiwillige Feuerwehr Mädelhofen
- Kirchenchor Roßbrunn/Mädelhofen
- Musikkapelle Roßbrunn/Mädelhofen
- Obst- und Gartenbauverein Roßbrunn/Mädelhofen
- SC Roßbrunn/Mädelhofen